# Pacyfikacja wsi Długi Kąt
Pacyfikacja wsi Długi Kąt – kilkakrotne pacyfikacje na polskiej ludności cywilnej dokonane przez okupantów niemieckich 20 grudnia 1942, następnie 4 lutego 1943, 2 lipca 1943 w Długim Kącie, w powiecie biłgorajskim w gminie Józefów na Zamojszczyźnie.

## Zbrodnie niemieckie w Długim Kącie
Podczas II wojny światowej i okupacji Polski przez III Rzeszę Niemiecką 20 grudnia 1942 żołnierze niemieccy w okrutny sposób zamordowali 4 mieszkańców wsi, w tym dwie kobiety. Najpierw ich postrzelili, a potem jeszcze żyjących zakopali w dole.
4 lutego 1943 po raz drugi niemieccy żołnierze urządzili obławę na mieszkańców wsi. Część ludności schroniła się w lesie. 6 osób, które nie zdążyły, zostało aresztowanych i wywiezionych do więzienia w Zamościu.
2 lipca 1943 Niemcy zamordowali 7 osób w kolejnej akcji pacyfikacyjno-wysiedleńczej.
Część mieszkańców wsi została wywieziona przez Niemców do III Rzeszy na roboty przymusowe. W Długim Kącie Niemcy spalili 4 zabudowania. Przyczyną represji było podejrzenie o udzielanie pomocy partyzantom.